# Operation Vildkatt
Operation Vildkatt är en svensk science fictionbok från 1994 skriven av Hans Nordström, ursprungligen utgiven på Bonnier Carlsen, senare återutgiven på En bok för alla.
Operation Vilkatt handlar om makt, frihet, förtryck och lögner och visar hur viktigt det är att myndigheter inte får mörklägga saker och ting.

Handlingen utspelar sig 800 år in i framtiden på planeten Mars, som efter Jordens kolonisering ständigt övervakas av säkerhetspolisen MR7. Berättelsen handlar om hur huvudpersonen Nicholas försöker ta sig tillbaka till jorden då han tvingas fly från Mars. Han upptäcker då att jorden, som för länge sedan drabbats av en katastrof, inte är obebodd, vilket han och alla andra marsinevånare har fått lära sig. Myndigheterna på Mars lär ut att katastrofen ledde till utplånandet av människorna förutom de som befann sig på just Mars, i ett försök att absolut kontrollera planetens innevånare.